# 一条もんこ
一条 もんこ（いちじょう もんこ、1977年12月15日 - ）は、日本のスパイス料理研究家。

## 人物
スパイス料理研究家で、スパイス料理教室『Spice Life』、カレー研究会を主宰する。著書『あなたの知らないレトルトカレーのアレンジレシピ（扶桑社）』『おうちで作るスパイス料理とカレー（池田書店）』他。
YouTube『もんこのカレー教室TV』
サブチャンネル『今日のもんこ』
小学3年の頃から料理に目覚め、初めてカレーを作る。それ以来カレーの魅力を追求し、プロの料理人として10年間修行した後、料理研究家として独立。カレーとスパイスに特化した料理教室『Spice Life』は年間400回以上の開催で予約半年待ち。
プロの経験を活かした簡単でおいしいスパイスカレーのレシピが人気。レトルトカレーの斬新なアレンジが話題。
エスビー食品『ゴールデンカレー』公式レシピ、
大塚食品『ボンカレー』公式レシピを監修。
他、大手食品メーカー、企業とのタイアップ多数。
カレーにおける町おこしを積極的に行う。よこすかのカレー大使を務めながら、地元である新潟を『カレー県』にする活動を行い、新潟県が後援となり新潟カレー大使に就任。ダブルカレー大使の信頼度を生かし、カレーにおける地域活性化を拡大している。
保有資格は、家庭科教員免許・フードコーディネーター・食品衛生責任者・カレーマイスター・野菜ソムリエ。
カレーに関して、年間の実食数800食以上、オリジナルレシピ1500品以上、食べ歩き店舗1300店舗以上、レトルト3000食以上（アレンジレシピ500品以上）、カレーパン800種類以上の実績を持つ。
新潟青陵大学短期大学部生活文化学科卒業。株式会社カレー総合研究所によるカレー大學にも通い、カレー大学院を第1期首席で卒業している。また、インドデリー料理学校IICA卒業。

## 略歴
- 2003年 - 人材マネジメント会社を設立、モデルへのスパイスダイエットを提案する。カレー愛好家を集めたカレー部の立ち上げに携わる。カレーの研究を本格化、料理研究家川上文代氏の元で調理アシスタントに従事する。
- 2009年 - 人材マネジメント会社を手放し、フランス料理とフレンチカレーの専門店に修行入り。その後インドカレー店、大手カレーチェーン店でカレー作りを学ぶ。
- 2012年 - 「カレー研究会」を立ち上げ、カレーに関するあらゆる情報を共有する団体を設立（2019年現在、登録者約4500名）。
- 2013年 - Amebaブログ「カレーの先生。」がカレー部門で1位になる。
- 2015年 - カレー大學院を首席で修了。インドデリーに渡り、現地料理学校IICAにて本場インド料理を学ぶ。
- 2017年 - イタリアンレストランに基盤を移し、イタリアンカレーという新しいジャンルの確立を行う。同店で販売しているイタリアンカレーパンが、カレーパン協会のランキングで1位を獲得。

2018年
- 新潟県をカレー県にする活動を始める。
- 松尾貴史がオーナーの下北沢「般°若」にて新規メニューのプロデュース等を行う。
- スパイス料理とカレーに特化した料理教室「Spice Life」始動。
- 自作レトルトカレー「あしたのカレー」発売。発売から1週間で7000食を完売。
- S＆B「ゴールデンカレー」公式サイトレシピを監修。
- ホテルイタリア軒のカレー及びスパイス料理の監修、レシピ開発、プロデュース等を行う。
- ご当地アイドルNegiccoとのコラボカレー「ネギキーマカレー」を開発。レトルトカレーとして販売。

2019年
- 5月 - よこすかカレー大使就任。新潟カレー大使就任。
- 7月 - 新潟県のご当地名物として佐渡汽船カレー「イカのスパイスキーマカレー」を開発。
- 10月 - 「あしたのカレー」が発売1年で10万食を突破。

2020年
- 3月 - スパイス料理教室スタジオ『Spice Life』を渋谷にて再オープン。（住所非公開）
- 5月 - 宅配専門カレー店『一条もんこ先生のカレー診療所』を開店。（全国8ヶ所）
- 6月 - スパイス料理とカレーのレシピ本発売予定。

## 商品
- スパイス料理研究家一条もんこ監修 あしたのカレー 200g - 2018年4月の発売から1週間で7000食を完売。累計販売100万食以上。
- 【一条もんこセレクト】 にしきやレトルトカレー ５種セット
- Negiccoレトルトネギキーマカレー「NEGiキーマカレー」監修（2019年6月）
- 佐渡汽船「佐渡汽船カレー」考案（2019年7月）[3]
- スパイシーバターチキンカレー
- 一条もんこ先生のカレー診療所（チキン、キーマ、ポーク）
- 5分で本格スパイスカレーキット
- 弥彦開運出汁チキンカレー

## 出版物
- 美的 カレーレシピ8品監修（2014年）
- AERA スリランカカレーの紹介（2015年）
- レシピ本 ONEスパイスカレー（制作協力、2016年）
- EX大衆 カレー対談（2017年3月）
- 女性自身 カレーレシピ6品監修（2017年4月）
- 東京ウォーカー カレー特集監修、レシピ提案、フードコーディネート（2017年7月）
- mina カレー特集にてカレー企画、レトルトカレー紹介、アレンジレシピ監修（2017年7月）
- pen カレー特集にて全般を監修『カレーの女王』として紹介（2017年8月）
- オレンジページ おすすめレトルトカレー監修（2017年8月）
- 週刊ポスト掲載（2018年2月）
- スポーツニッポン 『イマドキの仕事人』掲載（2018年4月）
- 日刊ゲンダイ 『王様の週末』掲載（2018年4月）
- DIME おすすめレトルトカレー掲載（2018年5月）
- 買えるアベマTV 一条もんこのおすすめレトルトカレー連載（2018年6月）
- 新潟日報 『聞く』インタビュー掲載（2018年6月）
- 週刊プレイボーイ おすすめレトルトカレー50品掲載（2018年7月）
- 光文社 おすすめレトルトカレー連載（2018年7月）
- ロケットニュース カレーレシピ掲載（2018年7月）
- CREA お取り寄せカレー掲載（2018年7月）
- イトーヨーカドー広告・レトルトカレー企画（全国150万部）（2018年10月）
- 扶桑社　『あなたの知らないレトルトカレーのアレンジレシピ』発売（2019年5月）
- おとなの週末　おすすめレトルトカレー掲載（2019年9月）
- 日本経済新聞新潟版掲載（2019年11月）
- 朝日新聞新潟版『越佐ひと』掲載（2019年11月）

## 出演

### テレビ・ラジオ
- テレビ朝日 お願いランキング（2015年10月）
- TBS 世界ふしぎ発見（2015年11月）
- TBS マツコの知らない世界（2016年12月、2024年7月）
- フジテレビ もしもツアーズ（カレーパンエキスパート、2017年1月）
- テレビ東京 イチゲンさん（カレー研究家代表、2017年1月）
- FM東京 小山薫堂氏ブリアサヴァランの食卓出演（2017年4月）
- TBS あさチャン（2017年5月）
- J-wave AVELON（2017年7月）
- MXテレビ、西日本地区ほか全20局「カレー放浪記」（2017年8月4日-2018年6月26日、全24回、共演：麒麟・田村裕）
- TBSラジオ 笹川友里のプレシャスサンデー出演（2017年8月）
- TBS 大繁盛チェーン店出演（2017年9月）
- 毎日放送 メッセンジャーの○○は大丈夫なのか？出演（2017年10月）
- MBSラジオ 上泉雄一のええなぁ！（2017年12月）
- どさんこワイド（2018年1月）
- NHK 鉄道ぶらり旅（2018年3月）
- 買えるアベマTV準レギュラー出演（2018年3月）
- NST 八千代コースター出演（2018年4月）
- J-WAVE STEP ONE出演（2018年4月）
- FMよこはま出演（2018年5月）
- NHK ゴゴナマ出演（2018年6月）
- テレビ東京 おしゃべりオジサンとヤバイ女 （2018年6月）
- 買えるアベマTV（2018年7月）
- フジテレビ特番 お客様は知っている（2018年7月）
- NHK新潟610（2018年7月）
- テレビ朝日 食彩の王国（2018年8月）
- FM新潟 Gottcha!（2018年8月）
- NST新潟総合テレビ 八千代コースター（2018年8月）
- FMポート マニアーズハイ（2018年8月）
- フジテレビ 27時間テレビ『飯テロ1グランプリ』（2018年9月）
- 買えるバトルクラブ（2018年10月）
- 名古屋テレビ 『UP!』（2018年11月）
- 買えるバトルクラブ（2018年11月）
- NST新潟総合テレビ 八千代コースター（2018年12月）
- MONDO TV「カレー放浪記」（2019年3月29日-、毎週金曜23:00-23:30、共演：麒麟・田村裕）[4]
- NHKシブ5時　出演（2019年5月）
- MXテレビ「カレーの門戸」（2019年7月7日-2020年8月9日、全24回、共演：麒麟・田村裕）
- NHK新潟ニュース610出演（2019年7月）
- MBS魔法のレストラン　出演（2019年10月）
- TBS マツコの知らない世界「真夏のカレーSP/レトルトカレーの世界」（2020年8月11日）
- FM大阪・TOKYO FM　「続・野沢の雅子さん」（2020年11月22・29日）
- 関西テレビ放送 2時45分からはスローでイージーなルーティーンで（2021年10月25日）
- MXテレビ「カレーの門戸」〜謎のトビラ 開けちゃいます〜[5]（2022年7月19日-2022年11月1日、全12回、共演：麒麟・田村裕、清水あいり、松尾貴史）
- おはようパーソナリティ小縣裕介です（2024年1月22日、ABCラジオ）

### イベント
- 下北沢カレーフェスティバル 出演（2016年10月、2017年10月、2018年10月、2019年10月）[6]
- 武蔵小杉 カレーフェスティバル トークショーゲスト出演（2017年10月）
- 神田カレーグランプリ トークショーゲスト出演（2017年11月）
- 下北沢ワールドグルメフェスティバル ゲスト出演（2018年3月）
- 松尾貴史と一条もんこのスパイシーな夕べ トークショー出演（2018年5月）
- 日本ダービー『グルメキングダム』カレープロデュース（2018年6月）
- 東急カレーフェア イベント出演（2018年7月）
- 阪急百貨店 カレーとカレーのための器展出演（2018年8月29日-9月4日、2019年8月28日-9月3日）[7]
- 長岡カレーコンテスト 審査員（2018年10月）
- 武蔵小杉カレーフェスティバル出演（2018年10月）
- 新潟カレーフェスティバル出演（2018年11月）
- 下北沢カレーフェスティバルゲスト出演（2018年10月）
- 神田カレーグランプリ ゲスト出演（2018年11月）
- 洛西タカシマヤ カレーフェア トークショー出演（2018年12月）

- 下北沢カレーフェスティバルゲスト出演（2018年10月）
- 神田カレーグランプリ ゲスト出演（2018年11月）
- よこすかカレーフェスティバル出演（2019年5月）
- 東武百貨店 池袋本店「カレーとうつわと」（2019年7月）[8]
- 阪急百貨店うめだ本店「カレーとカレーのためのうつわ展」出店、出演（2019年8月）
- 下北沢カレーフェスティバルゲスト出演（2019年10月）
- 神田カレーグランプリ ゲスト出演（2019年11月）
- 吉祥寺カレーフェスティバル出店、出演（2019年11月）

### その他
- 小田急ハルク カレーフェア ポスター（2018年7月）
- 日本ダービー イベントメニュープロデュース（2018年7月）
- ホテル新潟イタリア軒カレーフェア監修（2018年9月）
- 新潟グランドホテル 二十日会 講演会出演（2018年9月）
- ホテルイタリア軒 イタリア会 講演会出演（2018年10月）
- 神奈川県横須賀市「よこすかカレー大使」（2019年5月就任）[9]
- 新潟米×カレーでＧＯ!!プロジェクト「カレー大使」（2019年6月就任）[10]
- ホテルイタリア軒内レストラン マルコポーロ「真夏のカレーフェア」監修（2019年7-8月）[11]